# Chiesa di Santa Maria Immacolata (Modugno)
La chiesa dell'Immacolata è un luogo di culto di Modugno (BA). Si trova in via X Marzo, la strada che conduce a Carbonara di Bari che in origine si chiamava "via de' Cappuccini" prendendo il nome da questo luogo.

## Storia
È stata costruita, insieme al convento dei Frati Cappuccini (Padri Zoccolanti dell'ordine Serafico di San Francesco d'Assisi, detti comunemente Cappuccini), tra il 1589 e il 1591 quando Nicola de Russis, espresse, come volontà testamentaria, il desiderio di lasciare i propri averi per la realizzazione di questo convento. L'ultima erede, Atonia Miletto, adempì a questo desiderio contribuendo, con l'Università di Modugno, alla sua costruzione.
Nel 1591, il monastero ospitava una decina di frati. La struttura subì un ampliamento nel 1629 e un restauro nel 1765.
Il convento fu abolito durante il periodo di governo di Gioacchino Murat e nel 1866 venne occupate dalle truppe italo-prussiane in guerra contro l'Austria. I frati vennero ospitati da Michele Loiacono in Santa Maria della Grotta.
Nel 1869 la struttura venne ceduta al comune di Modugno che la divise in favore delle opere pie del Carmine e del Purgatorio. Nel 1875, l'utilizzo della chiesa venne chiesto al Comune di Modugno, sia dal Padre Cappuccino Vito Maria da Rutigliano che voleva proseguire la tradizione francescana, sia da un gruppo di 12 modugnesi che avevano intenzione di fondare una confraternita dedicata all'Immacolata; entrambe queste richieste non vennero accettate. Nel 1878 fu sede della Confraternita della Natività; nel 1894 tornò all'opera pia del Purgatorio che vi creò un orfanotrofio gestito dalle Suore Stimmatine.
Nel 1907 la chiesa dell'Immacolata venne restaurata per l'interessamento del sacerdote Don Alberto Romita. Dal 26 aprile 1969 venne ceduta dal Comune di Modugno alla curia arcivescovile di Bari che nel 1974 vi istituì una Parrocchia, per iniziativa dell'Arcivescovo Anastasio Alberto Ballestrero. Il 20 ottobre 1974 prese possesso della nuova parrocchia il suo primo parroco, Don Rocco Di Ciaula. Nel luglio dell'anno successivo, le Suore Stimatine lasciarono i locali dell'ex convento dei Cappuccini, i quali furono adibiti ad uso scolastico.

### Il pozzo di via de' Cappuccini
La chiesa dell'Immacolata e il convento dei Cappuccini sorgevano in un rione fuori delle mura cittadine detto "la fontana", dove c'era un pozzo pubblico, costruito dopo la peste del 1522.
Il pozzo di via de' Cappuccini era scavato nella roccia per una profondità di 250 palmi (circa 66 metri). Almeno fino a metà del XVIII secolo, era l'unica fonte di acqua sorgiva esistente nel territorio comunale. Essa si trovava distante dal centro abitato e al di fuori delle mura cittadine, ma fungeva da preziosa riserva idrica nei periodi di siccità (in quanto attingeva direttamente da una falda acquifera), allorquando le cisterne cittadine che raccoglievano le acque piovane non erano sufficienti.
Il pozzo venne chiuso nel 1960 durante i lavori di allargamento della strada.
Le acque di questo pozzo contenevano cloruro di sodio, cloruro di magnesio, carbonato di calcio, solfato di magnesio e forse anche solfato di soda. Ad esse erano attribuite virtù diuretiche e leggermente lassative; pertanto erano utilizzate per terapie in soggetti afflitti da calcolosi.

## Descrizione

### Esterno
La chiesa si trova in un piazzale dove son presenti diversi pini.
Tutta la facciata della chiesa è coperta da un bugnato poco aggettante in pietra calcarea. Il portale è rettangolare sormontato da lunetta che comprende dei bassorilievi che raffigurano calice, ostia e angeli. Al di sopra del portale c'è lo stemma dei Cappuccini e da un ampio ed elegante finestrone di stile barocco.
Nella parte sinistra della struttura si innalza un piccolo campanile a vela rettangolare. 
In questa parte, corrispondente alla navata laterale dove ci sono le cappelle, è possibile intravedere la precedente esistenza di un altro ingresso. Di questo ingresso rimane solo una finestra che riporta in architrave la seguente iscrizione: "In anno 1589 - P. Totum 91"; questa data conferma la data di costruzione della chiesa. Al di sopra di questa iscrizione è presente il simbolo di San Bernardino da Siena: il monogramma JHS nel sole raggiante.
L'ex convento si erge a destra della chiesa ed è di forma quadrangolare. L'ingresso, nascosto da un cortile esterno, conduce in un ambiente che funge da anticamera per il chiostro porticato, lastricato di pietra, con sei archi a tutto sesto che conserva un antico pozzo. Dal chiostro si accede ad un corridoio che comunica con gli ambienti prima destinati a cucina e refettorio. Nel piano superiore ci sono le 26 piccole celle dei frati, voltate a botte. Ci sono anche altre stanze che si affacciano all'esterno e nel cortile interno, l'unica delle quali ha un balcone era la biblioteca dei Cappuccini. Il giardino del cotile interno dell'ex convento dei cappuccini ospita, in occasione del periodo natalizio, un allestimento del presepe vivente.

### Interno
La pianta della chiesa dedicata all'Immacolata Concezione è quella caratteristica dell'Ordine francescano: navata unica affiancata ad un lato da una serie di cappelle intercomunicanti.
L'interno della chiesa presenta una navata principale (misurante 13,50 metri di lunghezza e 6 di larghezza) ed un'annessa a sinistra (larga 4,90 metri), costituita da tre cappelle comunicanti tramite archi. Sulla parte destra, sono presenti quattro grandi archi a tutto sesto che in origine ospitavano degli altari laterali, ma ora accolgono dei quadri. Questi archi sono sormontati da teste angeliche.
La volta a botte della navata principale è ornata da dipinti, il principale dei quali rappresenta Francesco d'Assisi inginocchiato davanti al Crocifisso.  Le pareti e le volte sono affrescate con decorazioni floreali e di finti marmi policromi, frutto del restauro del 1909 commissionato dall'arciprete Romita. Anche il pavimento risale all'inizio del secolo.
Le tre cappelle laterali sono dedicate rispettivamente a San Pasquale Baylon, al Sacro Cuore e Sant'Antonio.
L'altare maggiore (modificato nel 1858) è in marmo bianco. Presenta 4 colonne tortili in cemento che nel 1964 hanno sostituito quelle preesistenti in legno che si erano rovinate. Questo altare custodisce la statua dell'Immacolata in legno dipinto, probabilmente opera dell'artista napoletano Francesco Verzella e quattro nicchie di Santi francescani, attribuite a Francesco Picano. A sinistra dell'altare maggiore si trovava l'antico coro, che ora è adibito a sagrestia; un tempo, questo ambiente era separato da una grata in modo da consentire ai fedeli l'ascolto dell'Ufficio dei monaci. Da questa stanza si accede all'antica sagrestia, di forma ottagonale, ora utilizzata come ufficio parrocchiale.